# Résolution 27 du Conseil de sécurité des Nations unies
Membres permanents
- Chine
- États-Unis
- France
- Royaume-Uni
- URSS

Membres non permanents
- Australie
- Belgique
- Brésil
- Colombie
- Pologne
- Syrie

Résolution no 26 Résolution no 28
La résolution 27 est une résolution du Conseil de sécurité de l'ONU qui a été votée le 1er août 1947  et qui invite l'Indonésie et les Pays-Bas à cesser immédiatement les hostilités et à régler leur différend par des voies pacifiques (173e séance).
Elle est suivie de décisions prises les :
- 12 août 1947, lors de la 181e séance, invitant le représentant de l'Indonésie à participer aux discussions sans droit de vote. (8 voix pour et 3 contre : la Belgique, France et du Royaume-Uni).
- 14 août 1947, lors de la 184e séance, invitant le représentant des Philippines à participer aux discussions sans droit de vote. (9 voix pour et deux abstentions : la Pologne et de l'URSS).

## Texte
- Résolution 27 sur fr.wikisource.org
- Résolution 27 sur en.wikisource.org